# Асикага Ёситэру
Асикага-но Ёситэру (яп. 足利義輝, 31 марта 1536 — 17 июня 1565) — 13-й сёгун (сэйи-тайсёгун) Японии из рода Асикага.

## Биография
Асикага Ёситэру правил с 1546 по 1565 год, в конце периода Муромати. Он был старшим сыном 12-го сёгуна Асикага — Асикага Ёсихару и старшим братом 15-го, последнего сёгуна Асикага, Асикага Ёсиаки.
Ёситэру стал сёгуном в возрасте 11 лет после того, как его отец отказался от престола. Власть молодого правителя была чисто номинальной, страной управлял «советник» Хосокава Харумото. Потеряв в борьбе с ним даже видимость власти, отец молодого сёгуна Асикага Ёсихару попытался договориться с диктатором о своём возвращении в столицу страны Киото, откуда был изгнан. Однако в это время один из полководцев Харумото, Миёси Нагаёси, поднял бунт и перешёл на сторону Хосокава Удзицуна. В результате между обеими представителями клана Хосокава вспыхнула междоусобная война, закончившаяся бегством обоих сёгунов, бывшего и нынешнего, вместе с Харумото, из Киото. В 1550 году старый сёгун, Асикага Ёсихару, умирает в изгнании в провинции Оми.
В 1552 году Асикаге Ёситэру удаётся заключить мир со своими врагами и вернуться в Киото. Однако вскоре он и Харумото вновь начинают войну, теперь уже против усилившегося Миёси Нагаёси. Вначале военные действия складывались удачно для сёгуна, однако в 1558 году Нагаёси разгромил войска своих противников и занял Киото. Сёгун вынужден был снова бежать из столицы, однако вскоре вернулся, заключив с победителем соглашение, по которому тот становился «старшим советником» Ёситэру. Великодушному же Нагаёси было невозможно «обагрить свой меч священной кровью сёгуна». Со временем Асикага Ёситэру старался повысить пошатнувшийся за последнее столетие авторитет сёгуната, выступая посредником и примиряя враждующих даймё.
В 1564 году Миёси Нагаёси умирает, и это событие сёгун пытается использовать, чтобы добиться независимого положения. Однако члены клана Миёси, к которому принадлежал и Нагаёси, решают иначе — сместить Ёситэру и заменить его своей марионеткой, Асикагой Ёсихидэ. В 1565 году отряды, подчинённые Миёси, окружили столичный квартал, где проживал сёгун и его семья. Так и не дождавшись обещанной даймё помощи, Асикага Ёситэру, признанный мастер кэндзюцу, вместе с небольшой группой верных ему самураев, вступил в бой с превосходящими силами противника. Убив многих врагов и изломав несколько мечей, он погиб. На следующий день от горя умерла его мать.
Через 3 года 14-м сёгуном Асикага стал двоюродный брат Ёситэру — Асикага Ёсихидэ.